# 修撰
修撰，中國古代官職之一。

## 歷史沿革
唐朝时，史馆设修撰一职。在清朝，此官職配置於朝廷之翰林院等中樞機構，品等為從六品。該官職主要從事典簿編修，檢討，校注，也是為輔佐翰林院掌院學士的基層官員。1910年代，清朝滅亡後，該官職廢除。